# Sasha Pokulok
Alexandre Grenier "Sasha" Pokulok (* 25. května 1986 Vaudreuil-Dorion) je bývalý kanadský hokejový obránce.

## Hráčská kariéra
Hokejovou kariéru začal v Notre Dame Hounds v období 2003/04 v lize Saskatchewan Junior Hockey League. Poté chodil na Cornell University na dva roky a tam pokračoval v hokeji za hokejový tým v národní vysokoškolské atletické asociace. A hned v první sezóně se stal tým mistr ECAC.
Byl draftován v roce 2005 v 1. kole, celkově 14. týmem Washington Capitals.
Po skončení vysokoškolské atletické asociace odešel do týmu Washington Capitals kde draftovali ale do týmu se neprobojoval tak hrál ve farmářských týmech v Hershey Bears a v South Carolina Stingrays, kde hrával tři sezóny (2006/09).
Sezónu 2009/10 odehrál převážně v lize ECHL v týmu Bakersfield Condors kde odehrál 49 zápasů a pár zápasu v lize AHL nejprve v týmu Springfield Falcons kde odehrál 7 zápasů a v týmu San Antonio Rampage kde odehrál 8 zápasů.
Po skončení sezóny se rozhodl přestoupit do německé ligy do týmu DEG Metro Stars, kde odehrál celou sezónu 2010/11. S týmem postoupil do playoff ze druhého místa ze základní části. V playoff došli do semifinále, kde podlehli týmu Eisbären Berlin 2:3 na zápasy.
20. července 2011 odešel do Erste Bank Eishockey Liga (Rakouská nejvyšší liga) do týmu KHL Medveščak, se kterým se dohodl na jednoleté smlouvě.

## Ocenění a úspěchy
- 2004 SJHL - All-Rookie Tým
- 2010 ECHL - All-Star Game
- 2013 LNAH - Nejlepší obránce
- 2013 LNAH - Obránce roku
- 2013 LNAH - Nejproduktivnější obránce

## Klubové statistiky
| Sezóna       | Klub                        | Soutěž       |    | Základní část | Základní část | Základní část | Základní část | Základní část |   | Play off | Play off | Play off | Play off | Play off |
| Sezóna       | Klub                        | Soutěž       | Z  | G             | A             | B             | TM            | Z             | G | A        | B        | TM       |          |          |
| 2003/2004    | Notre Dame Hounds           | SJHL         | 39 | 7             | 16            | 23            | 34            | —             | — | —        | —        | —        |          |          |
| 2004/2005    | Cornell University          | ECAC         | 26 | 3             | 7             | 10            | 33            | —             | — | —        | —        | —        |          |          |
| 2005/2006    | Cornell University          | ECAC         | 27 | 4             | 9             | 13            | 49            | —             | — | —        | —        | —        |          |          |
| 2006/2007    | Hershey Bears               | AHL          | 1  | 0             | 0             | 0             | 0             | —             | — | —        | —        | —        |          |          |
| 2006/2007    | South Carolina Stingrays    | ECHL         | 16 | 3             | 6             | 9             | 22            | —             | — | —        | —        | —        |          |          |
| 2007/2008    | Hershey Bears               | AHL          | 44 | 1             | 6             | 7             | 43            | —             | — | —        | —        | —        |          |          |
| 2007/2008    | South Carolina Stingrays    | ECHL         | 5  | 0             | 6             | 6             | 6             | 18            | 0 | 6        | 6        | 18       |          |          |
| 2008/2009    | South Carolina Stingrays    | ECHL         | 23 | 2             | 9             | 11            | 37            | 11            | 0 | 4        | 4        | 8        |          |          |
| 2008/2009    | Hershey Bears               | AHL          | 8  | 0             | 0             | 0             | 8             | —             | — | —        | —        | —        |          |          |
| 2009/2010    | Bakersfield Condors         | ECHL         | 49 | 13            | 26            | 39            | 64            | 10            | 1 | 2        | 3        | 9        |          |          |
| 2009/2010    | Springfield Falcons         | AHL          | 7  | 0             | 5             | 5             | 2             | —             | — | —        | —        | —        |          |          |
| 2009/2010    | San Antonio Rampage         | AHL          | 8  | 2             | 1             | 3             | 5             | —             | — | —        | —        | —        |          |          |
| 2010/2011    | DEG Metro Stars             | DEL          | 52 | 4             | 11            | 15            | 36            | 9             | 2 | 0        | 2        | 2        |          |          |
| 2011/2012    | KHL Medveščak               | EBEL         | 45 | 6             | 7             | 13            | 46            | —             | — | —        | —        | —        |          |          |
| 2012/2013    | Cornwall River Kings        | LNAH         | 21 | 9             | 17            | 26            | 8             | —             | — | —        | —        | —        |          |          |
| 2013/2014    | Arlan Kokčetau              | ČKchš        | 7  | 0             | 3             | 3             | 8             | —             | — | —        | —        | —        |          |          |
| 2013/2014    | Cornwall River Kings        | LNAH         | 32 | 10            | 18            | 28            | 22            | 6             | 3 | 1        | 4        | 8        |          |          |
| 2014/2015    | Cornwall River Kings        | LNAH         | 32 | 11            | 16            | 27            | 16            | 7             | 0 | 2        | 2        | 4        |          |          |
| 2015/2016    | Cornwall River Kings        | LNAH         | 15 | 4             | 6             | 10            | 2             | —             | — | —        | —        | —        |          |          |
| 2015/2016    | Saint-Georges Cool FM 103.5 | LNAH         | 11 | 1             | 3             | 4             | 0             | 5             | 2 | 1        | 3        | 0        |          |          |
| 2016/2017    | Saint-Georges Cool FM 103.5 | LNAH         | 39 | 13            | 19            | 32            | 28            | 11            | 0 | 4        | 4        | 2        |          |          |
| 2017/2018    | Saint-Georges Cool FM 103.5 | LNAH         | 36 | 7             | 12            | 19            | 12            | 9             | 2 | 3        | 5        | 4        |          |          |
| 2018/2019    | Pétroliers du Nord          | LNAH         | 34 | 9             | 19            | 28            | 18            | 3             | 0 | 1        | 1        | 0        |          |          |
| 2019/2020    | Pétroliers du Nord          | LNAH         | 36 | 21            | 39            | 60            | 30            | —             | — | —        | —        | —        |          |          |
| 2019/2020    | Soulanges Hockey Experts    | LHSR         | 1  | 1             | 0             | 1             | 0             | —             | — | —        | —        | —        |          |          |
| 2021/2022    | Les Pétroliers du Nord      | LNAH         | 19 | 7             | 10            | 17            | 10            | —             | — | —        | —        | —        |          |          |
| 2021/2022    | Trois-Rivières Lions        | ECHL         | 1  | 0             | 1             | 1             | 0             | —             | — | —        | —        | —        |          |          |
| 2021/2022    | Jonquière Marquis           | LNAH         | 9  | 2             | 3             | 5             | 6             | 8             | 1 | 5        | 6        | 8        |          |          |
| 2022/2023    | Bâtisseurs de Montcalm      | LNAH         | 5  | 1             | 3             | 4             | 6             | —             | — | —        | —        | —        |          |          |
| Celkem v AHL | Celkem v AHL                | Celkem v AHL | 68 | 3             | 12            | 15            | 58            | —             | — | —        | —        | —        |          |          |

## Reprezentace
| Rok                       | Tým                       | Soutěž                    | Z | G | A | B | TM |
| ------------------------- | ------------------------- | ------------------------- | - | - | - | - | -- |
| 2006                      | Kanada 20                 | MSJ                       | 6 | 0 | 0 | 0 | 0  |
| Juniorská kariéra celkově | Juniorská kariéra celkově | Juniorská kariéra celkově | 6 | 0 | 0 | 0 | 0  |